# Ederson Honorato Campos
Ederson Honorato Campos (Parapuã, 13 januari 1986) – alias Ederson – is een Braziliaans voormalig voetballer die doorgaans speelde als middenvelder. Tussen 2004 en 2018 was hij actief voor Internacional, Juventude, OGC Nice, Olympique Lyon, Lazio en Flamengo. Ederson maakte in 2010 zijn debuut in het Braziliaans voetbalelftal en speelde uiteindelijk slechts één interland.

## Clubcarrière
Ederson speelde in zijn jeugd bij RS Futebol, maar stapte in 2004 over naar Internacional. Hij speelde er niet veel, maar bij Juventude lukte dat ook niet. Ricardo Gomes was zijn coach bij Juventude en vertrok later naar Girondins de Bordeaux. Ederson verkaste ook naar Frankrijk, maar tekende hij OGC Nice. Zijn debuut maakte hij op 5 februari 2005, toen hij tijdens het duel met FC Metz in de tweeënzeventigste minuut in mocht vallen. De wedstrijd eindigde in 1–1. Tijdens zijn derde wedstrijd wist hij zijn eerste doelpunt te maken, toen hij tegen AS Monaco de winnende 2–1 scoorde van circa 45 meter afstand. Zijn tweede seizoen leverde de Braziliaanse middenvelder rugnummer 10 op, maar hij was desondanks vaak wisselspeler. Het seizoen 2006/07 leverde hem veel buitenlandse interesse op, zoals van Real Madrid, Manchester United en Lazio. In zijn laatste seizoen scoorde Ederson zeven doelpunten voor Nice. In januari 2008 maakte hij voor circa veertien miljoen euro de overstap naar Olympique Lyon. Hij mocht op huurbasis nog het seizoen afmaken bij Nice, waarvoor hij nog twee keer wist te scoren. In juni 2008 vertrok hij dan eindelijk, samen met Nice-teamgenoot Hugo Lloris, naar Lyon. Hij kreeg het rugnummer 7 en moest de opvolger worden van zijn landgenoot Juninho. In de jaren bij Lyon speelde Ederson vaak vanaf de flanken, om naar binnen te kunnen trekken en zo voor gevaar te kunnen zorgen.
Op 2 juli 2012 liet Ederson de Franse havenstad achter zich en tekende hij een vijfjarige verbintenis bij Lazio. Door blessureleed speelde hij in zijn eerste seizoen in de Serie A vijftien competitiewedstrijden en maakte hij één doelpunt. Daarnaast kwam hij tot acht wedstrijden en twee doelpunten voor de club in de UEFA Europa League. Ederson speelde ook het volgende seizoen vijftien competitiewedstrijden en in het seizoen 2014/15 vier. In juli 2015 ontbond Lazio zijn contract. Ederson tekende in juli 2015 een contract tot en met december 2017 bij Flamengo. Dit contract werd later met een halfjaar verlengd. In de zomer van 2017 kwam uit een dopingcontrole naar voren dat Ederson teelbalkanker had. Na afloop van deze verbintenis liet de speler Flamengo achter zich en hij zette daarop een punt achter zijn loopbaan.

## Interlandcarrière
Ederson debuteerde op 10 augustus 2010 in het Braziliaans voetbalelftal. Op die dag werd er met 0–2 gewonnen van de Verenigde Staten. De middenvelder mocht van bondscoach Mano Menezes in de tweede helft invallen voor Neymar. Drie minuten later viel hij geblesseerd uit en mocht Carlos Eduardo voor hem invallen.
| Interlands van Ederson voor Brazilië | Interlands van Ederson voor Brazilië | Interlands van Ederson voor Brazilië | Interlands van Ederson voor Brazilië | Interlands van Ederson voor Brazilië | Interlands van Ederson voor Brazilië |                               |
| №                                    | Datum                                | Wedstrijd                            | Uitslag                              | Competitie                           | Goals                                |                               |
| Als speler bij Olympique Lyon        | Als speler bij Olympique Lyon        | Als speler bij Olympique Lyon        | Als speler bij Olympique Lyon        | Als speler bij Olympique Lyon        | Als speler bij Olympique Lyon        | Als speler bij Olympique Lyon |
| ------------------------------------ | ------------------------------------ | ------------------------------------ | ------------------------------------ | ------------------------------------ | ------------------------------------ | ----------------------------- |
| 1                                    | 10 augustus 2010                     | Verenigde Staten – Brazilië          | 0 – 2                                | Vriendschappelijk                    |                                      |                               |

## Erelijst
| Competitie      |                |                |                |                |
| Competitie      | Aantal         | Jaren          |                |                |
| Olympique Lyon  | Olympique Lyon | Olympique Lyon | Olympique Lyon | Olympique Lyon |
| --------------- | -------------- | -------------- | -------------- | -------------- |
| Coupe de France | 1              | 2011/12        |                |                |
| Lazio           |                |                |                |                |
| Coppa Italia    | 1              | 2012/13        |                |                |
| Brazilië –17    |                |                |                |                |
| WK –17          | 1              | 2003           |                |                |